# Savitar
(Savitar a Flash nell'episodio L'Ombra della terza stagione di The Flash)
Savitar è un personaggio immaginario della DC Comics. Comparve per la prima volta in Flash vol. 2 n. 108 (dicembre 1995), e fu creato da Mark Waid e Oscar Jimenez.

## Biografia del personaggio
Un pilota durante la Guerra fredda per una terza nazione più potente al mondo, l'uomo che sarebbe stato noto come Savitar stava testando un aereo da caccia supersonico. Raggiunta la velocità massima, il suo aeroplano fu colpito da quello che sembrò essere un fulmine, e finì in territorio nemico. Scoprendo di poter sconfiggere i nemici muovendosi a super velocità, divenne ossessionato da questa abilità, creandosi un nome su quello del dio indù Savitar, il "dio del moto", e dedicando la sua vita a sbloccarne i segreti. Mentre Savitar studiava, scoprì dei nuovi poteri che non tutti i velocisti padroneggiavano: poteva proiettarsi in un campo di forza privo di inerzia, trasferire velocità ed energia cinetica a cose e persone, anche a coloro in stato di riposo, e poteva guarire dalle proprie ferite quasi istantaneamente.
L'ossessione di Savitar conquistò altri seguaci, e divenne così il leader di un culto. In cerca di altra conoscenza, scovò l'unico eroe super veloce in azione a quel tempo: Johnny Quick. Questo incontro divenne una battaglia, la fine di cui giunse con l'arrivo di Max Mercury, che portò Savitar verso la Forza della velocità, e ve lo fece rimbalzare contro.

### Ritorno
Savitar ricomparve decenni dopo, e scoprì che il suo culto era cresciuto in sua assenza, e che si aspettava il suo ritorno. Reclutò l'ex membro dei Blue Trinity Lady Flash (Christina Alexandrova), e scoprì un modo per utilizzare la sua velocità al fine di divergere tutta l'energia dalla Forza della velocità alla sua armata di ninja. Tentò poi di eliminare la concorrenza: Flash (Wally West), Impulso, Flash della Golden Age (Jay Garrick), Johnny Quick, sua figlia Jesse, XS, e specialmente Max Mercury.
Fortunatamente, la linea diretta tra Wally e la Forza della velocità evitò che Savitar potesse rubare la sua velocità, ed una coalizione di super velocisti (tranne i Red Trinity), sventò i suoi piani. Volendo distruggere il mondo di Flash per l'umiliazione subita, portò Flash ad una gara mondiale di distruzione, finché Flash non gli diede ciò che voleva: l'unione con la Forza della velocità. Il loro incontro precedente mostrò che coloro che erano giunti prima si sarebbero occupati di Savitar come meglio credevano.

### Morte
In The Flash Rebirth n. 1 (aprile 2009), Savitar riuscì a evadere dalla Forza della velocità. Fu investito dal recente ritorno in vita di Barry Allen, tuttavia, quando Barry lo toccò, lo disintegrò, lasciando solo un mucchio di ossa. Si scoprì che il Professor Zoom alterò la Forza della velocità, e Barry, per rendere la transizione di Flash al contrario, e maledicendolo con l'abilità di fare esplodere ogni utilizzatore della Forza della velocità solo toccandolo. Finora, Savitar rimane l'unica vittima di questa alterazione.

## In altri media

### Televisione
Savitar è presente nella terza stagione della serie televisiva The Flash, ed è il principale antagonista. È doppiato da Tobin Bell, e viene interpretato da Grant Gustin come residuo temporale di Barry Allen, e da Andre Tricoteux con indosso l'armatura.
Nella linea temporale post-Flashpoint, Savitar è un nemico futuro di Flash, che indossa una pesante armatura di metallo senziente, contro il quale il Barry del futuro ha generato dei residui temporali di se stesso; l'unico di essi che si salva viene abbandonato dal Team Flash non essendo l'originale, e decide di reinventarsi come "Dio della Velocità", fino al suo imprigionamento nella Forza della velocità. Savitar manipola Julian Albert facendogli recuperare la Pietra filosofale, attraverso la quale riesce a possederlo facendolo diventare Alchemy. Attraverso di lui, riesce a ridare i poteri ai metaumani di Flashpoint, incluso Wally West, manipolandolo per liberarlo dalla prigionia nella Forza della velocità. Savitar convince Killer Frost a seguirlo nel piano per uccidere Iris West davanti agli occhi di Barry, per far sì che ciò scateni gli eventi per la sua creazione. Quando H.R. Wells sacrifica se stesso impersonando Iris, Savitar sarebbe scomparso di li a poco, poiché Barry non ha creato residui temporali, cambiando il futuro. Savitar cerca di frammentarsi attraverso il tempo grazie a Killer Frost ma i suoi tentativi sono vanificati dal Team Flash e dopo che Iris gli ha sparato, viene cancellato cessando di esistere.
Nella quinta stagione riappare mentre Nora e Barry ritornano indietro nel tempo per recuperare un pezzo della sua armatura per sconfiggere Cicada. Nello stesso episodio, Eobard Thawne/ Dr. Wells del 2015 sa dell'esistenza di Savitar, facendo intendere che ha sempre fatto parte della linea temporale, e non solo una conseguenza di Flashpoint.

## Poteri e abilità
Savitar può muoversi a super velocità, ed è in grado di prestare o rubare la velocità da oggetti mobili. La sua guarigione è altamente velocizzata grazie ad un metabolismo incrementato e può generare campi di forza privi di energia. Si può muovere talmente veloce da essere invisibile. È coperto da un'armatura molto resistente. Veniva considerato il dio della velocità e il primo velocista creato.